# Misja Katowicka
Misja Katowicka – niemiecki ruch społecznościowy działający w ramach Kościoła Ewangelicko-Unijnego.
Działalność misji zainaugurowano we Wrocławiu, ale oddziały misji działały w:
- Katowicach na Górnym Śląsku,
- w Dzięgielowie na Śląsku Austriackim (Śląsku Cieszyńskim)
- i w Ligotce Kameralnej na Śląsku Cieszyńskim (obecnie w Czechach).

## Zob. też
Społeczność Chrześcijańska